# Пенни и дело Поунолла
«Пенни и дело Поунолла» (англ. Penny and the Pownall Case) — британский фильм в жанре детектив 1948 года режиссера Слима Хэнда с участием Ральфа Майкла, Пегги Эванс, Дианы Дорс и Кристофера Ли.
Композитором выступила Элизабет Лаченс, став первой женщиной-композитором в Великобритании, написавшей музыку для художественного фильма.

## Сюжет
Модель помогает детективу Скотленд-Ярда выследить банду, которая вывозит из Европы нацистских военных преступников. Карикатурист Джонатан Блэр оставляет секретные послания в своих комиксах.

## В ролях
- Ральф Майкл — Майкл Карсон
- Пегги Эванс — Пенни Джастин
- Диана Дорс — Молли Джеймс
- Кристофер Ли — Джонатан Блэр
- Фредерик Пайпер — полицейский
- Олаф Пули — Фон Лейхер
- Этель Кольридж — Миссис Ходжсон
- Сэм Коста — портье
- Деннис Ванс — Кроуфорд
- Шон Нобл — Поунолл
- Джон Лоррелл — Фрейзер
- Филип Сэвилл — водитель полицейской машины
- Питер Мадрен — Адамс
- Дункан Карс — лодочник